# Taba Mutung
Taba Mutung is een bestuurslaag in het regentschap Bengkulu Tengah van de provincie Bengkulu, Indonesië. Taba Mutung telt 354 inwoners (volkstelling 2010).